# Il ristorante
Il ristorante è stato un reality show italiano, andato in onda dal 21 dicembre 2004 all'8 febbraio 2005 su Rai 1 con la conduzione di Antonella Clerici.

## Il programma
In questo reality dodici concorrenti vip dovevano gestire un vero e proprio ristorante, con tutti i compiti da fare (cucinare, pulire, fare i conti, fare la spesa ecc.). Ogni settimana veniva eletto il miglior locandiere, che era il responsabile del locale e doveva distribuire i compiti ed anche nominare una persona da mandare al televoto, che si sfidava con l'altra persona scelta dagli altri locandieri tramite le nomination.
Ogni settimana venivano nominati anche gli "sguatteri", che erano coloro che durante la settimana non avevano svolto un lavoro brillante e che dovevano fare i lavori più umili in cucina. Eliminando progressivamente i concorrenti con le nomination, fino alla finale dove solo cinque di essi si contendevano il premio, che era l'intero incasso del ristorante.
Nell’agosto 2012 Antonella Clerici ha annunciato che per la primavera del 2013 sarebbe stata proposta una versione rinnovata del programma, seguendo non più il filone del reality, ma quello del talent show.
Tale programma ha poi preso il nome di La terra dei cuochi.

## Concorrenti
| Concorrente         | Attività                              | Stato                |
| ------------------- | ------------------------------------- | -------------------- |
| Gianfranco Rosi     | Pugile                                | Vincitore            |
| Tina Cipollari      | Personaggio televisivo                | Seconda classificata |
| Serena Grandi       | Attrice                               | Terza classificata   |
| Giucas Casella      | Illusionista e personaggio televisivo | Quarto classificato  |
| Fabrizio Rocca      | Giornalista                           | Quinto classificato  |
| Manuele Labate      | Attore                                | Eliminato            |
| Naike Rivelli       | Attrice                               | Eliminata            |
| Beppe Convertini    | Attore                                | Eliminato            |
| Patrizia De Blanck  | Contessa e personaggio televisivo     | Eliminata            |
| Vanessa Kelly       | Modella                               | Ritirata             |
| Alessandro La Rocca | Cantante dei Ragazzi Italiani         | Eliminato            |
| Hugo Baret          | Modello                               | Eliminato            |
| Pamela Prati        | Showgirl                              | Espulsa              |
| Edoardo Vianello    | Cantante                              | Eliminato            |

## Ascolti
Il reality show ha avuto una media di ascolti di 5 631 000 telespettatori con il 22,53% di share (nella striscia quotidiana delle 14.20, la media è stata del 15,83% con 2 350 000 spettatori).
La prima puntata è stata seguita da 6 691 000 telespettatori, pari ad uno share del 27,45%.